# آگوستوس پرو
آگوستوس پرو (به انگلیسی: Augustus Prew) (زاده ۱۷ سپتامبر ۱۹۸۷) بازیگر انگلیسی است.
از فیلم‌های معروف او می‌توان به بازی در سریال فرار از زندان (فصل ۵) و راز موناکر اشاره کرد.